# 库德拉
库德拉是位于拉脱维亚尤爾馬拉市的一个住宅区和街区。库德拉车站于1951年建成并使用。